# Michael Hollingsworth
Michael F. Hollingsworth (* 16. Oktober 1943) ist ein ehemaliger australischer Radrennfahrer.

## Sportliche Laufbahn
Hollingsworth war im Straßenradsport und im Bahnradsport aktiv. Er war Teilnehmer der Olympischen Sommerspiele 1964 in Tokio. Er belegte bei den Olympischen Sommerspielen 1964 im Straßenrennen den 14. Rang. Nach den Olympischen Spielen 1964 wurde Hollingsworth Berufsfahrer. Er gewann mehrfach Etappen in der Herald Sun Tour.